# Belle Gardens
Belle Gardens es una localidad de Trinidad y Tobago, que forma parte de la parroquia de St. Paul.

## Geografía
La localidad abarca parte de la isla de Tobago y limita al norte con Argyle-Kendal, al sur y este con el océano Atlántico y al oeste con Zion Hill.

## Demografía
Datos demográficos de la localidad de Belle Gardens:
| Gráfica de evolución demográfica de Belle Gardens entre 2000 y 2011 |
|                                                                     |